# Arne Baeck
Arne Baeck (3 augustus 1985) is een Vlaams toneelregisseur en acteur. 
Baeck vertolkte vanaf 2004 de rol van Robin Dehaene in de VTM-televisieserie Wittekerke. Eind 2006 stond de acteur voor het laatst op de set van de soapserie, omdat hij ging studeren Toneelacademie te Maastricht in Nederland. Op 1 februari 2007 verscheen zijn laatste aflevering op het scherm. In 2009 en 2012 speelde hij respectievelijk gastrollen in De Rodenburgs en Witse.
Tegenwoordig is Baeck vooral actief in het theater en als lesgever aan de afdeling Woord van de Kunsthumaniora Brussel en het heilig graf in Turnhout. In 2021 speelde hij een gastrol in Lisa als Dimitri Basteyns.